# Diantchandou
Diantchandou  est une localité et une commune rurale du Niger, du département de Kollo et de la région de Tillaberi.

## Géographie
La localité de Diantchandou est située à 62 km à l'est de la Kollo.
| Hamdallaye | Hamdallaye   | Tagazar      |
| N'Dounga   | Diantchandou | Koygolo      |
| Kouré      | Kouré        | Harikanassou |

## Histoire
La commune rurale est instaurée en 2002, elle est issue du canton de Fakara.

## Population
Lors du recensement général de 2012, la population communale est relevée à 37 059 habitants, dont 3 512 habitants pour la localité chef-lieu. La commune est peuplée par les éthnies Bella, Fulbé, Haoussa et Gourmantché.

## Villages de tchigo Zeno village
La commune s'étend sur 43 villages, 22 hameaux et 48 camps. 

## Services et infrastructures
La commune abrite les services suivants :
- Collège d'enseignement général (CEG) à Diantchandou.
- Centre de Formation aux Métiers (CFM) à Diantchandou.
- Centre de Santé Intégré (CSI) à Diantchandou.

## Économie
La population vit en grande partie de l’agriculture. Les cultures comprennent le mil, les haricots, le sorgho, le sésame et les arachides. La deuxième activité est l’élevage, en particulier les ovins, les caprins et les bovins. 